# Plebania (wieś)
Plebania (biał. Плябан, Plabań; ros. Плебань, Plebań) – wieś na Białorusi, w obwodzie mińskim, w rejonie mołodeckim, w sielsowiecie Kraśne.
Siedziba parafii prawosławnej pw. Zaśnięcia Matki Bożej.

## Historia
W czasach zaborów wieś rządowa w powiecie wilejskim, w guberni wileńskiej Imperium Rosyjskiego. W 1865 roku liczyła 102 mieszkańców w 14 domach.
W latach 1921–1945 wieś leżała w Polsce, w województwie wileńskim, w powiecie wilejskim, od 1927 roku w powiecie mołodeczańskim, w gminie Kraśne.
Według Powszechnego Spisu Ludności z 1921 roku zamieszkiwało tu 215 osób, 22 były wyznania rzymskokatolickiego a 193 prawosławnego. Jednocześnie 22 mieszkańców zadeklarowało polską a 193 białoruską przynależność narodową. Było tu 35 budynków mieszkalnych. W 1931 w 42 domach zamieszkiwało 243 osób.
Wierni należeli do parafii rzymskokatolickiej w Plebanii i prawosławnej w Kraśnem. Miejscowość podlegała pod Sąd Grodzki w Kraśnem i Okręgowy w Wilnie; właściwy urząd pocztowy mieścił się w Kraśnem.
W wyniku napaści ZSRR na Polskę we wrześniu 1939 miejscowość znalazła się pod okupacją sowiecką. 2 listopada została włączona do Białoruskiej SRR. Od czerwca 1941 roku pod okupacją niemiecką. W 1944 miejscowość została ponownie zajęta przez wojska sowieckie i włączona do Białoruskiej SRR.
Od 1991 w składzie niepodległej Białorusi.

## Zabytki

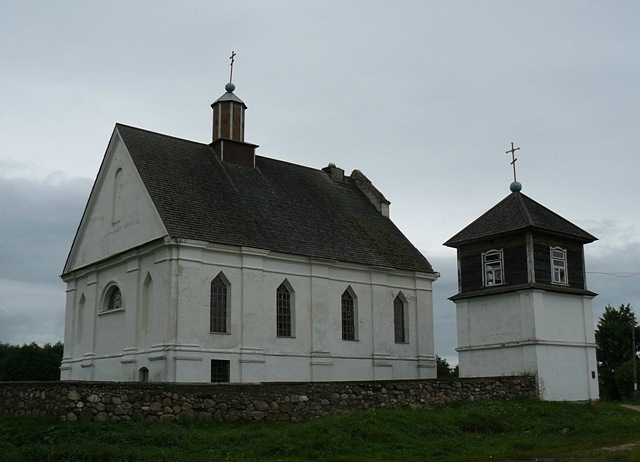
Cerkiew Zaśnięcia Matki Bożej, dawny kościół

- cerkiew Zaśnięcia Matki Bożej - budynek z I poł. XIX w., dawniej kościół rzymskokatolicki Wniebowstąpienia NMP. W ramach represji po powstaniu styczniowym (powstańcy przetrzymywali w kościele broń) zamieniony w cerkiew prawosławną. Ponownie świątynia katolicka w dwudziestoleciu międzywojennym. Następnie zamknięty przez komunistów. W 1996 przekazany prawosławnym[10].
- dzwonnica z XIX w.
- dawna plebania, obecnie muzeum
- cmentarz katolicki z grobami powstańców styczniowych
- kamień pamięci powstańców kościuszkowskich[11].

## Przynależność państwowa i administracyjna
- ? – 1917  Imperium Rosyjskie, gubernia wileńska, powiat wilejski
- 1917–1919  Rosyjska FSRR
- 1919–1920  Polska, Zarząd Cywilny Ziem Wschodnich, okręg wileński
- 1920  Rosyjska FSRR
- 1920–1945[b]  Polska
  - województwo:
    - nowogródzkie (1921–1922)
    - Ziemia Wileńska (1922–1926)
    - wileńskie (od 1926)

  - powiat:
    - wilejski (1920–1927)
    - mołodeczański (od 1927)
- 1945–1991  ZSRR, Białoruska SRR
- od 1991  Białoruś